# Imad Mughniyeh
Imad Mughniyeh (7. december 1962 – 12. februar 2008) var en højtstående libanesisk Hizbollah-leder. Han var mistænkt for at stå bag terroraktioner som kapring af et amerikansk passagerfly i 1985 samt bombningen af den israelske ambassade i Buenos Aires i 1992, hvor 29 mennesker omkom.
Mughniyeh blev tilsyneladende dræbt i forbindelse med sprængningen af en bilbombe i Damaskus i Syrien. Hizbollah-medier beskylder israelske agenter for at stå bag attentatet.